# Феррер, Валентина
Валенти́на Ферре́р Пе́цца (исп. Valentina Ferrer Pezza; род. 19 сентября 1993, Кордова) — аргентинская модель и актриса, победительница конкурса красоты «Мисс Аргентина 2014», участница конкурса «Мисс Вселенная 2014».

## Биография
Валентина Феррер родилась 19 сентября 1993 года в городе Кордова.
10 октября 2014 года Валентина стала победительницей национального конкурса красоты «Мисс Аргентина». Победа в национальном конкурсе позволила ей принять участие на международном конкурсе «Мисс Вселенная 2014», по итогам которого вошла в 10-ку финалисток, а также вошла в топ-5 по итогам номинации «Лучший национальный костюм»
Валентина принимала участие в модных показах, снималась для обложек известных модных журналов «Harper’s Bazaar» и «Cosmopolitan».
Снимается в кино и сериалах, её дебютом стал сериал «Бетти в Нью-Йорке», где она сыграла одну из ролей.

## Семья
С 2018 года она состоит в отношениях с колумбийским певцом Джеем Бальвином, с которым познакомилась в 2017 году на съемках клипа «Sigo Extrañándote». 27 июня 2021 года у пары родился первый ребёнок – мальчик, получивший имя Рио.